# Idioma osetio
El osetio, osético u oseta es una lengua de la familia irania que se habla en Osetia (en osetio: Ирыстон, romanizado: Iryston), en las laderas centrales de las montañas del Cáucaso, en una zona fronteriza entre Rusia y Georgia.El área en Rusia es conocida como Osetia del Norte-Alania, mientras que el área sur de la frontera se llama Osetia del Sur, reconocida por Rusia, Nicaragua, Venezuela y Nauru como un Estado independiente, pero considerada por el resto de la comunidad internacional como parte de Georgia. El número de hablantes de osetio es de alrededor de 525 000, el 60 % de los cuales vive en Osetia del Norte y el 10 %, en Osetia del Sur. El osetio es pariente y posiblemente descendiente de las extintas lenguas escitas, sármata y alánica.

## Historia
La lengua osetia pertenece a la rama irania nororiental de lenguas indoeuropeas. Es considerada la heredera de los dialectos escitas de la Antigüedad (de los que conserva y desarrolla las características fonéticas fundamentales que las separan de otras lenguas iranias antiguas) y de los alanos de la Edad Media. 
Existe una tradición escrita en osetio (en ambas variedades, iriano y digorés) desde finales del siglo XVIII. Hay muchas epopeyas en osetio, siendo las más famosas las de los guerreros narts. La lengua literaria quedó establecida por el poeta Kostá Jetagúrov (1859-1906).

## Extensión
El osetio es la lengua nacional y literaria de la nación osetia, que se extiende por el territorio de la República Autónoma de Osetia del Norte-Alania y en la autoproclamada República de Osetia del Sur.
A la región rusa se le llama Osetia del Norte-Alania (familiarmente Alania), con la capital Vladikavkaz, mientras que el lado georgiano es Osetia del Sur (capital en Tsjinval). Hay unos 500 000 hablantes del idioma osetio, de los cuales un 60 % vive en Osetia del Norte y un 15 % en Osetia del Sur.

## Variantes
Existen dos dialectos o variantes geográficas: el ironau (irón en español) y el digoronau (digorés en español), siendo la primera variante la más hablada, aunque ambas son oficiales. El osetio escrito puede reconocerse fácilmente porque usa la letra ӕ, lo cual no ocurre en ninguna otra lengua que emplee el alfabeto cirílico.

## Fonología
El dialecto iriano del osetio (o irón) tiene 7 vocales:
|               | Anterior | Central | Posterior |
| ------------- | -------- | ------- | --------- |
| Cerrada       | и /i/    |         | у /u/     |
| Medio cerrada |          | ы /ɘ/   |           |
| Media         | е /e/    |         | о /o/     |
| Medio abierta |          | ӕ /ɐ/   |           |
| Abierta       |          | а /a/   |           |

En cambio, el dialecto digorés solo presenta 6 vocales.
|               | Anterior | Central | Posterior |
| ------------- | -------- | ------- | --------- |
| Cerrada       | и /i/    |         | у /u/     |
| Media         | е /e/    |         | о /o/     |
| Medio abierta |          | ӕ /ɐ/   |           |
| Abierta       |          | а /a/   |           |

El investigador osetio V. I. Abayev postula que hay 26 consonantes simples, a las que se pueden añadir cinco consonantes labializadas y dos semivocales. Algo curioso para una lengua indoeuropea como el osetio es la presencia de consonantes africadas y glotalizadas eyectivas. Esto puede que sea por influencia geográfica de las lenguas caucásicas.

## Alfabeto
- Alfabeto cirílico (desde 1937): А/а, Ӕ/ӕ, Б/б, В/в, Г/г, Гъ/гъ, Д/д, Дж/дж, Дз/дз, Е/е, Ё/ё, Ж/ж, З/з, И/и, Й/й, К/к, Къ/къ, Л/л, М/м, Н/н, О/о, П/п, Пъ/пъ, Р/р, С/с, Т/т, Тъ/тъ, У/у, Ф/ф, Х/х, Хъ/хъ, Ц/ц, Цъ/цъ, Ч/ч, Чъ/чъ, Ш/ш, Щ/щ, Ъ/ъ, Ы/ы, Ь/ь, Э/э, Ю/ю, Я/я.

- Alfabeto latino (desde 1923 hasta 1937): A/a, Æ/æ, B/b, C/c, Č/č, D/d, E/e, F/f, G/g, H/h, I/i, J/j, K/k, L/l, M/m, N/n, O/o, P/p, Q/q, R/r, S/s, Š/š, T/t, U/u, V/v, X/x, Y/y, Z/z, Ž/ž